# Lord of the Flies
A Lord of the Flies az Iron Maiden brit heavy metal együttes 1995-ös The X Factor albumának második kislemezen kiadott dala. A kislemez hivatalosan csak Hollandiában, Kanadában és Ausztrália térségében jelent meg.

## Története
Steve Harris basszusgitáros és Janick Gers gitáros közös szerzeménye az azonos című, világhírű A Legyek Ura regény és film történetén alapszik. A dalhoz készült koncertklip az Iron Maiden első izraeli fellépéseit és az országban tett látogatásukat örökítette meg. A kislemezt csak CD-n adták ki, és a címadó dal mellett két feldolgozást tartalmaz. Az egyik a The Who-tól a My Generation, a másik a Doctor Doctor a brit UFO együttestől. Ez utóbbi dal az Iron Maiden koncertek állandó felvezető, hangulatfokozó zenéje is egyben. A kislemez sem Angliában, sem az Egyesült Államokban nem jelent meg, annak ellenére, hogy éppen az amerikai turné kezdetén került kiadásra.
A Lord of the Flies tíz évvel később, a Dance of Death album turnéján is a koncertprogram része volt, így szerepel a 2005-ös Death on the Road koncertalbumon is.

## Számlista
1. Lord of the Flies (Steve Harris, Janick Gers) – 5:03
2. My Generation (Pete Townshend; The Who-feldolgozás) – 3:36
3. Doctor Doctor (Michael Schenker, Phil Mogg; UFO-feldolgozás) – 4:49

## Közreműködők
- Blaze Bayley – ének
- Dave Murray – gitár
- Janick Gers – gitár
- Steve Harris – basszusgitár
- Nicko McBrain – dobok